# Vetlanda museum

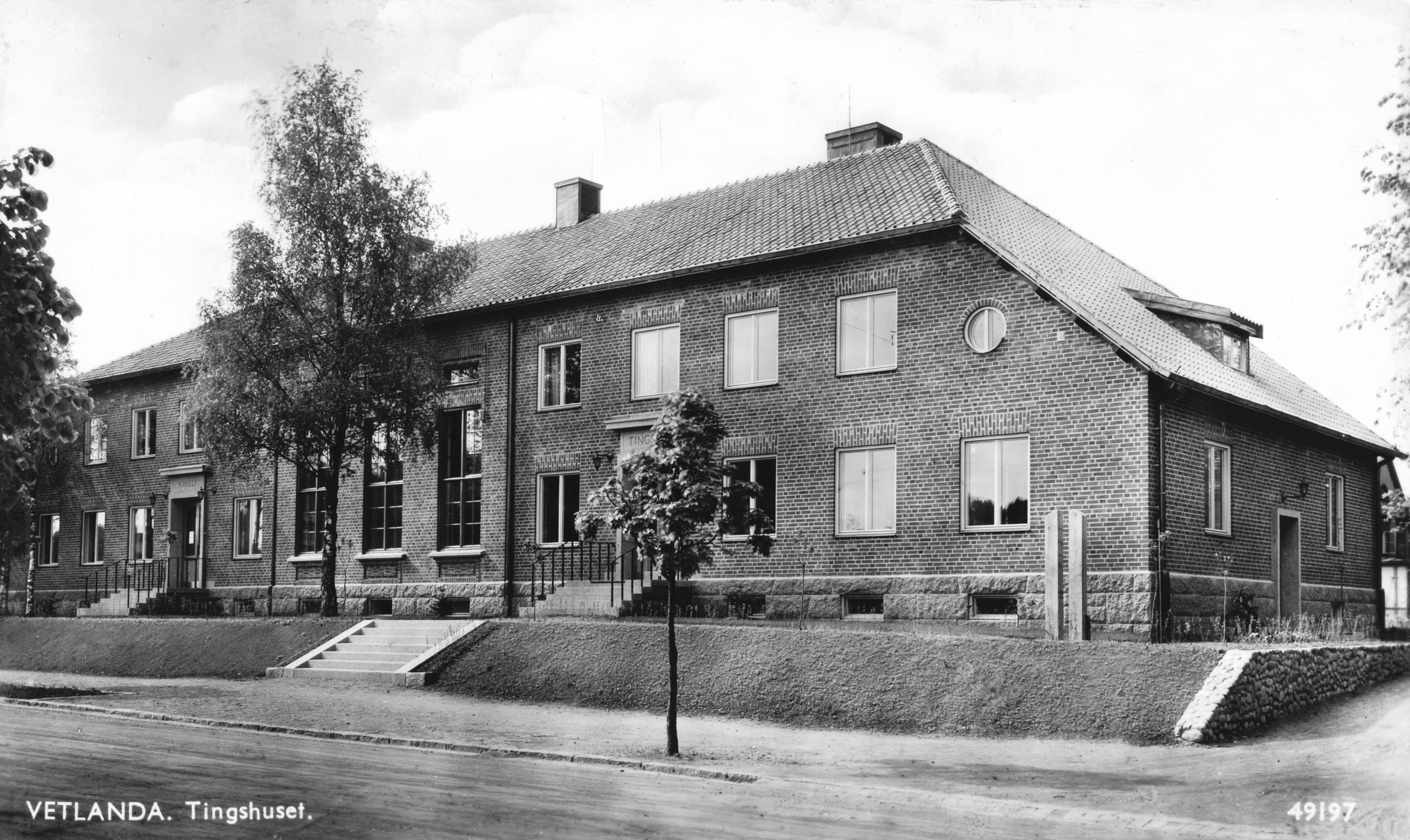
Tingshuset i Vetlanda, senare Vetlanda museum, på 1940-talet.

Vetlanda museum är ett kommunalt konst- och kulturhistoriskt museum i Vetlanda, grundat 1970.

## Historia
Museet grundades 1970 och är sedan 1985 beläget i det gamla tingshuset, byggt 1938, i Apoteksparken. Det ritades av Karl Karlström och Karl W. Ottesen. Parken anlades 1861–1862.
Museet var ursprungligen hembygdsföreningen Njudungs och Vetlanda stads konstsamlingar, där främst småländska konstnärer representerades. Senare utökades samlingen med svensk nutida konst och museet försågs med permanenta utställningar om lokal kulturhistoria.